# Viale delle Piagge
Il viale delle Piagge è una strada di Pisa, posta nella periferia orientale della città, lungo la sponda destra del fiume Arno, nei pressi dell'antica Porta a Piagge.

## Storia e descrizione
Nel 1851 fu acquistato il terreno da Angiolo Pera (futuro proprietario della fabbrica Ceramica Pera) per la costruzione della propria abitazione e costruì il "Nuovo passeggio delle Piagge", l'attuale Via Rainaldo fino alla chiesa di San Michele degli Scalzi.

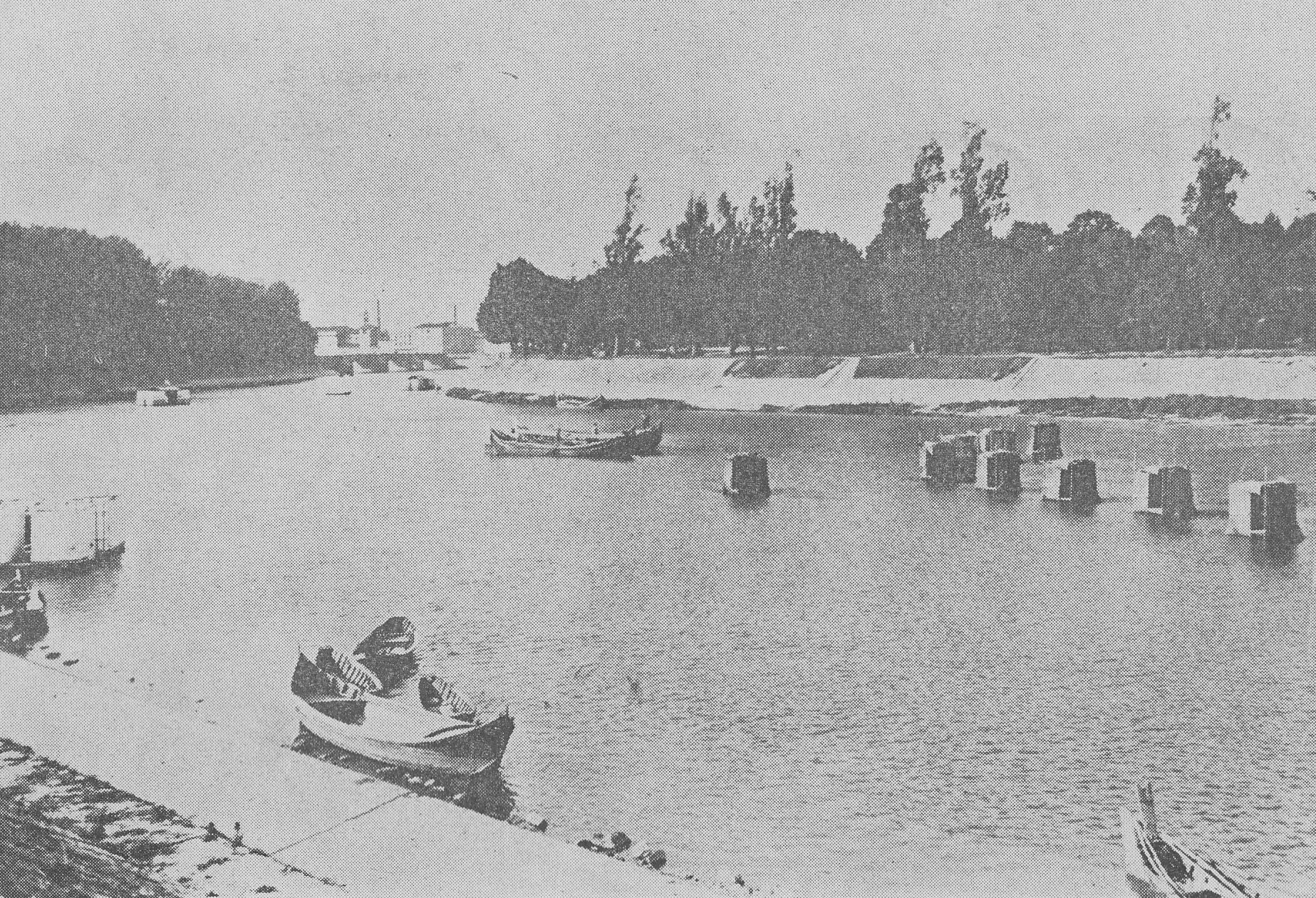
I bagnetti delle Piagge nel 1920

Intorno al 1920 sorsero, nel tratto di fiume antistante, delle strutture balneari costruite da una ditta privata. Questi piccoli capanni, definiti "bagnetti", erano posti a pochi metri dalla riva in una zona in cui il fiume era poco profondo e consentivano ai bagnanti, che li raggiungevano in barca, di spogliarsi, mettersi il costume e tuffarsi in acque sicure, oppure di rinfrescarsi semplicemente immergendosi nella corrente tramite botole interne.
Il viale delle Piagge è lungo circa due chilometri e sorge tutto su terra di riporto. Il viale è infatti circa cinque metri sul livello dell'Arno, come un grande bastione costruito apposta per evitare gli allagamenti dovuti al frequente straripare dell'Arno. Il viale è fiancheggiato da tigli mentre tra il viale e il fiume si trovano platani, lauri, lecci ed altri alberi. L'estremità del viale più lontana dal ponte della Vittoria è detta Il Tondo, posto in cui in origine le carrozze potevano girare per tornare verso la città. Lungo il viale, alla distanza di circa 50 metri una dall'altra, ci sono panchine in graniglia rosata. Nella prima metà del viale ci sono anche tre fontanelle in ghisa. A circa un terzo del viale, sulla sinistra per chi viene dal ponte della Vittoria, il comune ha installato una zona a verde con attrezzi per la ginnastica, fruibili in tutte le stagioni. Un piccolo gazebo in legno con panchine ripara dal sole e dalla pioggia. 

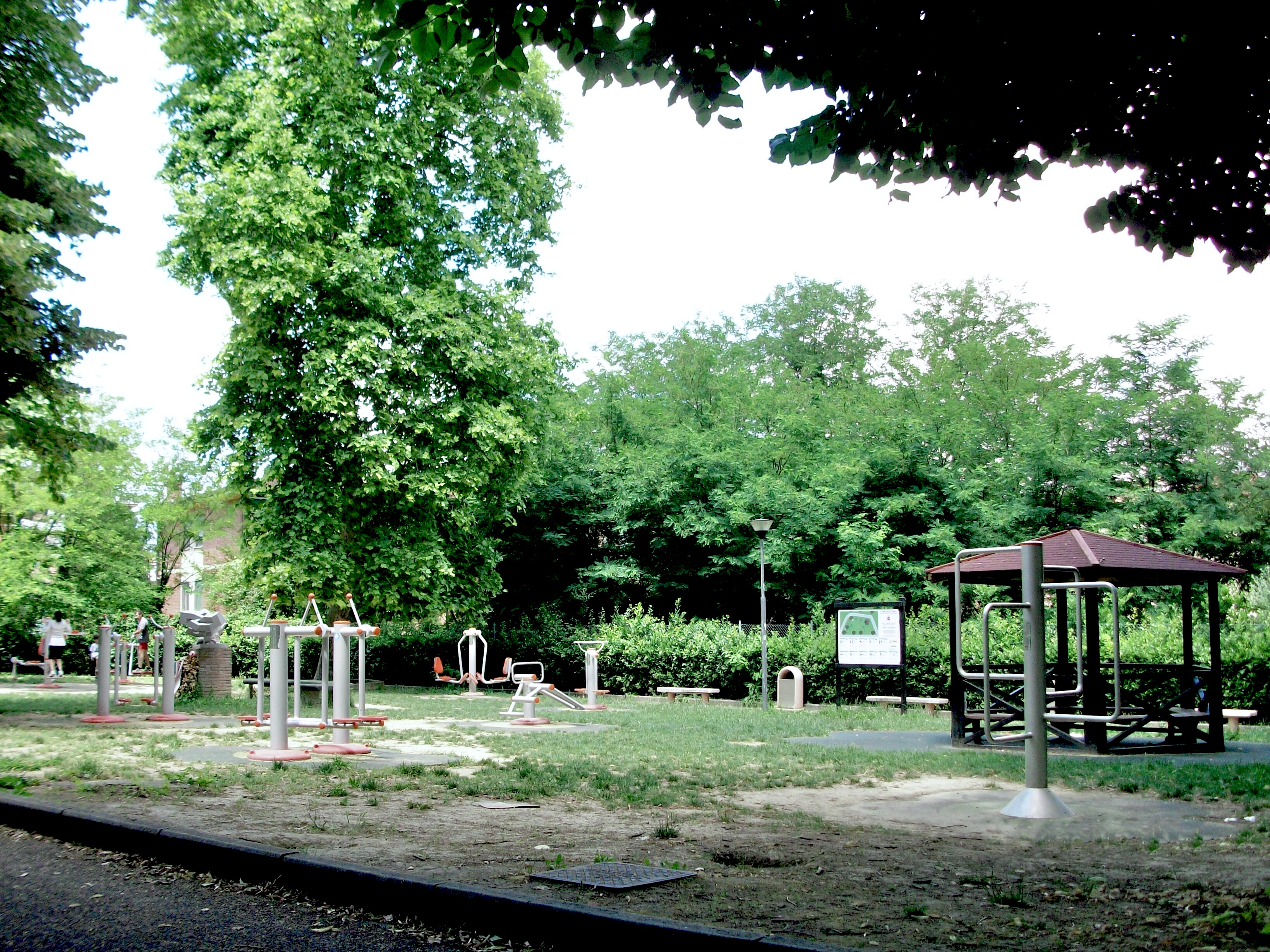
Zona ginnastica

 A circa metà del viale è stata inaugurata a marzo 2013 la nuova Biblioteca Comunale, di fronte alla chiesa di San Michele degli Scalzi, il cui nome deriva dall'ordine dei Benedettini scalzi che per anni ebbero lì un loro convento. La chiesa, in stile romanico pisano, più volte rimaneggiata, è affiancata da un campanile a base quadrata, molto inclinato verso l'Arno.

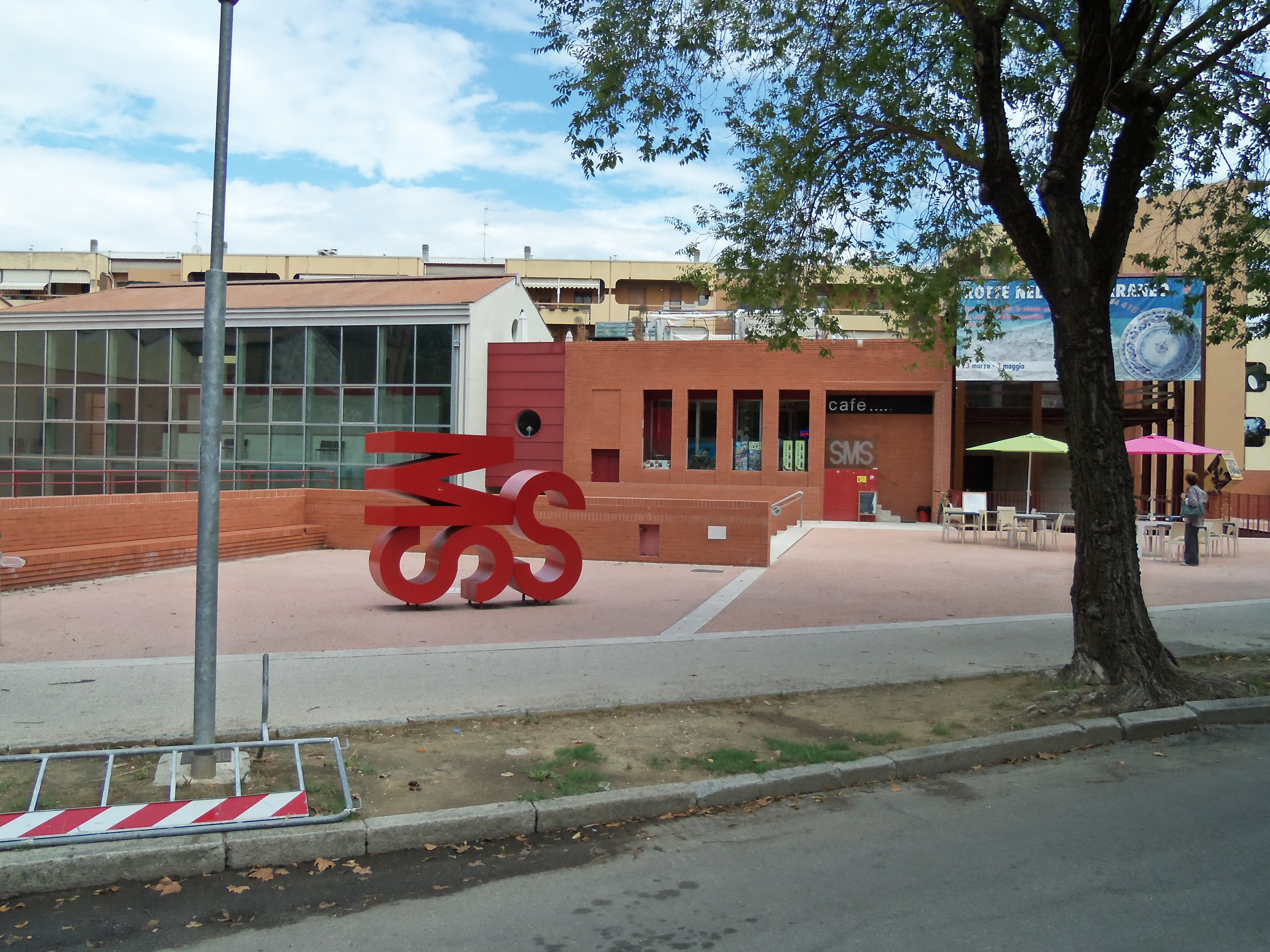
Centro Espositivo SMS-San Michele degli Scalzi, Viale delle Piagge, Pisa.

Da tempo in questa chiesa si rinnova la devozione per sant'Ubaldo (Vescovo di Gubbio nel XII secolo). Ogni anno, la prima domenica dopo il 16 maggio (giorno della morte del Santo) nella chiesa si tengono funzioni religiose e si pratica l'unzione della fronte (sant'Ubaldo viene venerato per allontanare il demonio e restituire l'armonia mentale). La settimana che precede quella domenica ha luogo la Fiera di sant'Ubaldo detta anche "La settimana delle Piagge", inaugurata da autorità civili e religiose. Il viale dal Ponte della Vittoria alla Chiesa viene chiuso al traffico e vi si dispongono bancarelle. È una mostra-mercato soprattutto di piante e fiori ma anche di molti altri tipi di mercanzie. Accanto alla Chiesa, in parte in quello che era l'antico chiostro, è stato costruito un Centro Espositivo Museale di arte moderna e contemporanea (SMS - San Michele degli Scalzi). Il centro consta di sale al chiuso e luoghi all'aperto per mostre, eventi culturali, musica. Il centro è anche dotato di luoghi al chiuso e all'aperto per il ristoro. Da una terrazza si può godere il panorama sul fiume.

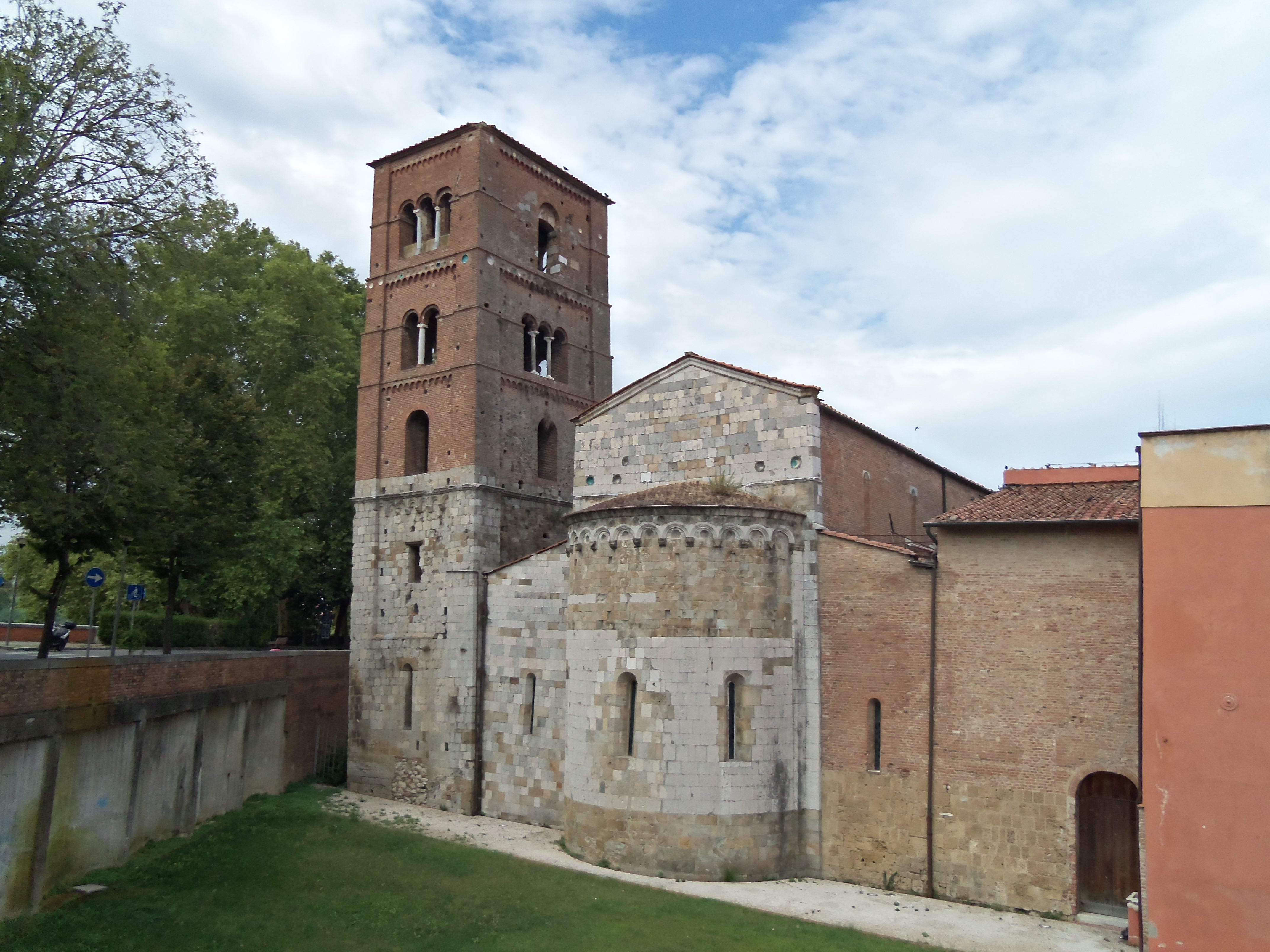
Chiesa di San Michele degli Scalzi, veduta dell'abside e del campanile, Pisa.

Circa alla metà del viale la fila degli alberi si interrompe per un centinaio di metri sostituita da un muretto con vista sull'Arno. Quel luogo, davanti alla chiesa di San Michele degli Scalzi, da anni è punto di ritrovo d'estate e d'inverno di uomini pisani che si sono anche costituiti in Associazione. Una targa recita "Associazione Culturale del Buon Custodimento e Svago".

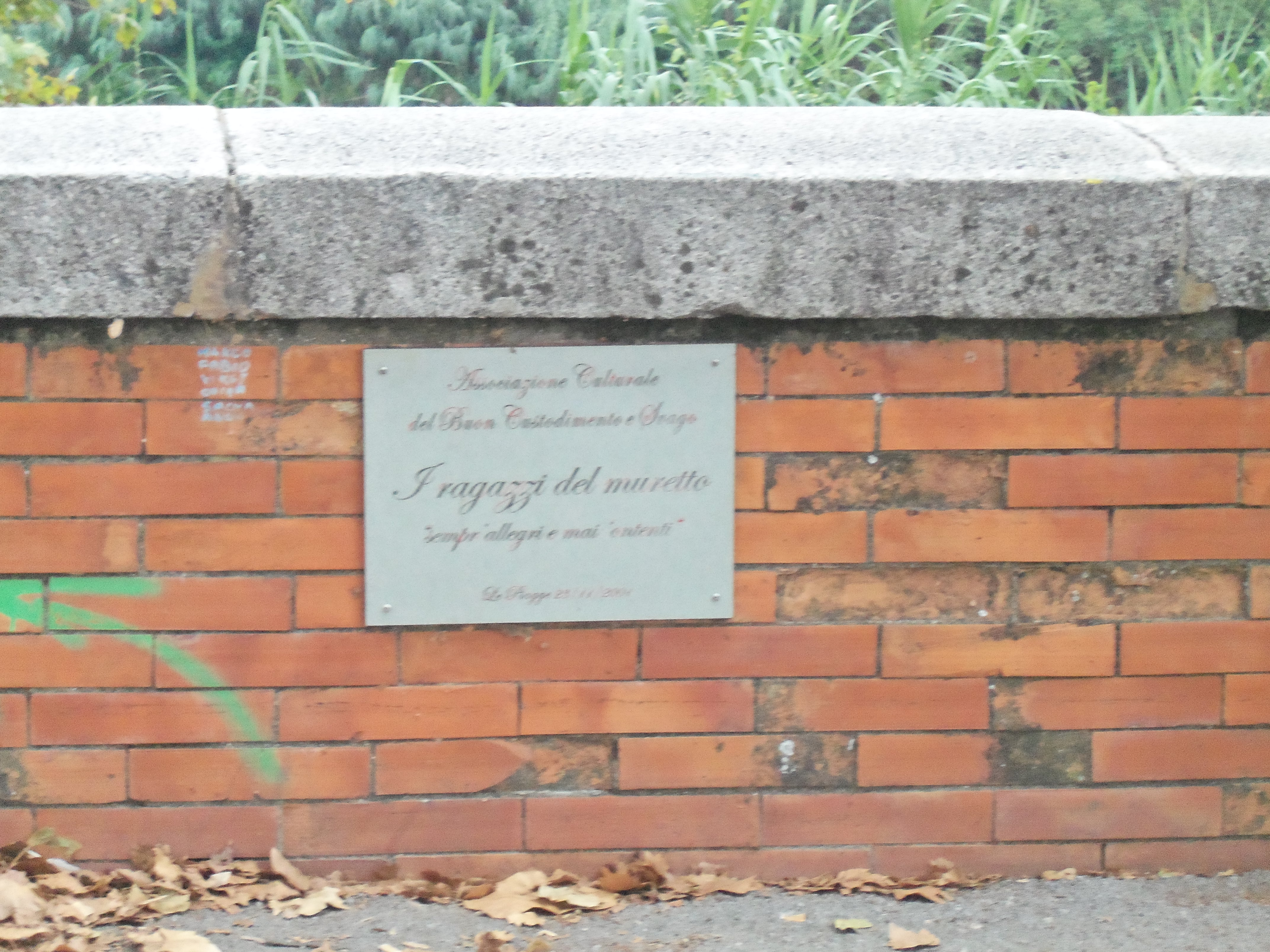
Targa dell'Associazione Culturale del Buon Custodimento e Svago, Viale delle Piagge, Pisa.

A circa 300 metri dal Tondo sulla sinistra del viale sorge una bella palazzina contornata da serre. Si tratta dell'area di orticoltura e floricoltura del Dipartimento di Biologia delle Piante Agrarie dell'Università di Pisa, nonché sede amministrativa di questo.
Il viale ha visto nel corso degli ultimi anni un progressivo spostamento del suo traffico veicolare e un contemporaneo sviluppo del boschetto contiguo. Oggi dispone per alcuni tratti di piste ciclabili, zone pedonali e aree gioco per i più piccoli, oltre ad un "Sentiero Natura" realizzato in collaborazione con la LIPU e dedicato all'osservazione di 64 specie di uccelli nidificanti.